# Video Killed the Radio Star
Singles de The Buggles
Live in the Plastic Age
Video Killed the Radio Star est une chanson interprétée en 1979 par le groupe britannique The Buggles, écrite et composée par Trevor Horn, Geoff Downes et Bruce Wooley, chanté par Trevor Horn, Debi Doss et Linda Jardim. Elle constitue le premier extrait radiophonique de l'album The Age of Plastic.
La chanson est publiée la même année que l'album, en 1980, à peu près au même moment que la version de Bruce Wooley (disponible sur l'album Bruce Woolley And The Camera Club), qui avait travaillé avec Horn et Downes sur deux titres (Video killed… et Clean Clean) avant de fonder son propre groupe. En avance sur son temps, la version des Buggles annonce la synthpop.

## Reprises
| Année      | Artiste                                                               | Album                                                |
| ---------- | --------------------------------------------------------------------- | ---------------------------------------------------- |
| début 1980 | Mini Pops                                                             | By K-Tel                                             |
| 1999       | Lolita No.18                                                          | ヤリタミン (YALITAMIN)                               |
| 1999       | Greedy guts                                                           | They might be dangerous... if they had a brain       |
| 2000       | Ken Laszlo                                                            | Ken Laszlo 2000                                      |
| 2000       | The Presidents of the United States of America                        | Lump                                                 |
| 2003       | Erasure                                                               | Other People's Songs                                 |
| 2005       | Amber Pacific                                                         | Punk Goes 80's                                       |
| 2005       | Ben Folds Five                                                        | Whatever and Ever Amen (bonus track on 2005 reissue) |
| 2005       | Len                                                                   | The Diary of the Madmen (in hidden track)            |
| 2007       | Alvin et les Chipmunks                                                | Alvin and the Chipmunks video game                   |
| 2007       | The Feeling                                                           | Rosé (CD single)                                     |
| 2007       | Haruko Momoi                                                          | COVER BEST — Cover Densha                            |
| 2008       | Bitch Alert                                                           | Pink Bunnies Get Hit by Big Trucks                   |
| 2008       | Matmatah et Beverly Jo Scott                                          | Bande à part (EP)                                    |
| 2009       | V V Brown                                                             | Travelling Like the Light                            |
| 2010       | Nicki Minaj feat. will.i.am                                           | Pink Friday (appelé "Check it Out")                  |
| 2010       | Tsuyoshi Kawakami & his Moodmakers (川上つよしと彼のムードメイカーズ) | Moodsteady                                           |
| 2012       | Johnny Saito                                                          | I am Johnny                                          |
| 2012       | Superbus                                                              | Sunset                                               |
| 2014       | Pomplamoose                                                           | Season Two                                           |
| 2016       | Mothercover                                                           | Mothercover live                                     |

### Autres
- Panicsville (version punk) sur l'album Evil? et la compilation Punk Chartbusters Vol. 2
- Deux adaptations écrites par Étienne Roda-Gil, auteur de chansons notamment pour Julien Clerc (1979), pour Ringo, (le mari de Sheila), en français sous le titre Qui est ce grand corbeau noir ?[5] et en espagnol sous le titre Marilyn no se quiere casar[6]
- Star Academy 2 sur l'album Star Academy Fait Sa Boum (Interprété par Fabien, Aurélie et Nolwenn).
- Christophe Maé Dans l'émission "Génération 80"
- L'animateur de radio français Cauet a adapté les paroles et chanté (T'as une voix de merde mais t'es Radio Star) en 2004.
- Matmatah reprend cette chanson en version acoustique dans ses concerts.
- Libdub MX5FRANCE[7]
- IU dans Dream High épisode 8.
- La reprise de The Presidents of the United States of America apparaît dans le film français Radiostars.

## Classements
La chanson fut classée numéro 1 en Angleterre et atteignit la 40e place du Billboard Hot 100 aux États-Unis. Elle connut également un grand succès en France, en se vendant à 1 212 000 exemplaires. Il s'agit par ailleurs du 41e single le plus vendu de tous les temps dans ce pays.

### Classements hebdomadaires
| Classement (1979–1980)                 | Meilleure position |
| -------------------------------------- | ------------------ |
| Afrique du Sud (Springbok Radio)       | 6                  |
| Allemagne (Media Control AG)           | 2                  |
| Australie (Kent Music Report)          | 1                  |
| Autriche (Ö3 Austria Top 40)           | 1                  |
| Belgique (Flandre Ultratop 50 Singles) | 12                 |
| Belgique (Flandre VRT Top 30)          | 7                  |
| Canada (100 Singles)                   | 6                  |
| Espagne (AFYVE)                        | 1                  |
| États-Unis (Billboard Hot 100)         | 40                 |
| États-Unis (Cash Box)                  | 40                 |
| Europe (Eurochart Hot 100)             | 1                  |
| France (SNEP)                          | 1                  |
| Irlande (IRMA)                         | 1                  |
| Italie (FIMI)                          | 1                  |
| Nouvelle-Zélande (RMNZ)                | 2                  |
| Pays-Bas (Nederlandse Top 40)          | 17                 |
| Pays-Bas (Single Top 100)              | 16                 |
| Royaume-Uni (UK Singles Chart)         | 1                  |
| Suède (Sverigetopplistan)              | 1                  |
| Suisse (Schweizer Hitparade)           | 1                  |

| Classement (2013) | Meilleure position |
| ----------------- | ------------------ |
| France (SNEP)     | 190                |

| Classement (1979)              | Position |
| ------------------------------ | -------- |
| Australie (Kent Music Report)  | 18       |
| Belgique (Flandre Ultratop 50) | 94       |
| France (SNEP)                  | 3        |

| Classement (1980)             | Position |
| ----------------------------- | -------- |
| Australie (Kent Music Report) | 46       |
| Autriche (Ö3 Austria Top 40)  | 14       |
| Canada (Top 100 Singles)      | 30       |
| Italie (FIMI)                 | 1        |

| Pays              | Certification | Date             | Ventes    |
| ----------------- | ------------- | ---------------- | --------- |
| France (SNEP)     | Platine       | 1979             | 1 212 000 |
| Royaume-Uni (BPI) | Or            | 1er octobre 1979 | 400 000   |

## Vidéoclip
Le vidéoclip fut le premier à être diffusé en 1981 sur la chaîne de câble MTV, mais la production de MTV a avoué que ce n'était là que le fruit d'une pure coïncidence pour une chanson dont le titre signifie littéralement « La vidéo a tué la star de la radio ».
Le clip est tout simple et très kitsch, montrant le groupe jouant dans un genre de hangar. Une femme au costume d'influence disco apparaît dans un tuyau. Hans Zimmer y a participé : c'est le claviériste habillé en noir que l'on voit derrière Geoff Downes à la fin.

## Dans la culture
Sauf indication contraire, les informations mentionnées dans cette section peuvent être confirmées par le générique de fin de l'œuvre audiovisuelle présentée ici, ainsi que par la base de données cinématographiques IMDb,  présente dans la section « Liens externes ».
- 2003 : Le tube est intégré à la bande-son du jeu vidéo Grand Theft Auto: Vice City dans la radio Flash FM.
- 2007 : Le groupe Justice fait un clin d’œil aux Buggles dans le clip de D.A.N.C.E. où l'on voit l'inscription « Internet killed the video stars » sur un T-shirt
- 2008 : La chanson figure dans la bande originale de Nos 18 ans de Frédéric Berthe.
- 2009 : Robbie Williams fait lui aussi un clin d’œil avec son album Reality Killed the Video Star.
- 2011 : La chanson apparaît à deux reprises dans le film Take This Waltz de Sarah Polley.
- Apparition dans le premier épisode de la série Le Secret d'Élise d'Alexandre Laurent
- 2021 : Dans le jeu vidéo Road 96, le deuxième chapitre de l'épisode 2 porte le même nom que la chanson.
- 2022 : Publicité française pour la Renault Clio V, avec un clip remontrant l'histoire de la Renault Clio depuis 1990.